# Ernest W. Gibson, Jr.
Ernest W. Gibson, Jr. (Brattleboro, 1901. március 6. – Brattleboro, 1969. november 4.) az Amerikai Egyesült Államok szenátora (Vermont, 1940–1941).